# VM i ishockey 2000
Verdensmesterskabet i ishockey 2000 var det 64. VM i ishockey, arrangeret af IIHF. 
Mesterskabet satte ny deltagerrekord. De 42 deltagende hold var to hold flere end den hidtidige rekord fra 1998 og 1999, og Mexico stillede første gang op ved VM.
Mesterskabet blev afviklet i fire niveauer som A-, B-, C- og D-VM. De tolv bedste hold spillede om A-VM, de otte næste hold spillede om B-VM, de næste ni spillede C-VM, mens de sidste ni hold spillede D-VM.
A-VM i Skt. Petersborg, Rusland i perioden 29. april – 14. maj 2000.
B-VM i Katowice, Polen i perioden 12. – 21. april 2000.
C-VM i Beijing, Kina i perioden 20. – 26. marts 2000.
D-VM i Reykjavik, Island i perioden 10. – 16. april 2000.
Tjekkiet forsvarede med succes sin VM-titel fra året før og blev dermed verdensmester for anden gang i træk og tredje gang i alt som selvstændig nation. I finalen vandt tjekkerne 5-3 over naboerne fra Slovakiet, som var i VM-finalen for første gang og som dermed vandt sin første VM-medalje nogensinde. Bronzemedaljerne gik til Finland, som i bronzekampen vandt 2-1 over Canada. Værtslandet Rusland leverede en katastrofal indsats og endte på 11.-pladsen – den dårligste russiske placering i VM-historien indtil da.
| A-VM 2000 | A-VM 2000    |
| --------- | ------------ |
| Guld      | Tjekkiet     |
| Sølv      | Slovakiet    |
| Bronze    | Finland      |
| 4.        | Canada       |
| 5.        | USA          |
| 6.        | Schweiz      |
| 7.        | Sverige      |
| 8.        | Letland      |
| 9.        | Hviderusland |
| 10.       | Norge        |
| 11.       | Rusland      |
| 12.       | Italien      |
| 13.       | Østrig       |
| 14.       | Ukraine      |
| 15.       | Frankrig     |
| 16.       | Japan        |

| B-VM 2000 | B-VM 2000      |
| --------- | -------------- |
| 17.       | Tyskland       |
| 18.       | Kasakhstan     |
| 19.       | Storbritannien |
| 20.       | Polen          |
| 21.       | Danmark        |
| 22.       | Estland        |
| 23.       | Slovenien      |
| 24.       | Holland        |

| C-VM 2000 | C-VM 2000   |
| --------- | ----------- |
| 25.       | Ungarn      |
| 26.       | Kina        |
| 27.       | Kroatien    |
| 28.       | Litauen     |
| 29.       | Sydkorea    |
| 30.       | Rumænien    |
| 31.       | Spanien     |
| 32.       | Jugoslavien |
| 33.       | Bulgarien   |

| D-VM 2000 | D-VM 2000   |
| --------- | ----------- |
| 34.       | Israel      |
| 35.       | Belgien     |
| 36.       | Australien  |
| 37.       | Sydafrika   |
| 38.       | Island      |
| 39.       | New Zealand |
| 40.       | Mexico      |
| 41.       | Luxembourg  |
| 42.       | Tyrkiet     |

På grund af udvidelsen af B- og C-grupperne til 12 hold hver var der ingen nedrykning fra disse to grupper og mange oprykkere fra de lavere niveauer.
| Sport | Spire Denne artikel om sport er en spire som bør udbygges. Du er velkommen til at hjælpe Wikipedia ved at udvide den. |